# Zlarin
Zlarin is een eiland gelegen in de Adriatische Zee, 1,85 km van het vasteland van Kroatië, bij de stad Šibenik; het behoort tevens tot de Šibenik-archipel.
Dit eiland wordt ook wel "gouden eiland", "groen- of koraaleiland" genoemd.

## Geschiedenis
De eerste geschreven documenten dateren uit het jaar 1386 maar Zlarin is ouder dan dat, zoals de vondsten uit het Stenen Tijdperk en de Romeinse tijd bewijzen. De eerste bewoners kwamen naar dit eiland in de 13e eeuw en daarna waren het vluchtelingen die voor de Turken op de vlucht waren en veiligheid op Zlarin zochten.